# Estados Unidos, Mexiko
Estados Unidos är en ort i Mexiko.   Den ligger i kommunen Galeana och delstaten Nuevo León, i den centrala delen av landet, 600 km norr om huvudstaden Mexico City. Estados Unidos ligger 2 370 meter över havet och antalet invånare är 234.
Terrängen runt Estados Unidos är kuperad. Runt Estados Unidos är det mycket glesbefolkat, med 5 invånare per kvadratkilometer. Närmaste större samhälle är San Joaquín, 15,1 km söder om Estados Unidos. Omgivningarna runt Estados Unidos är i huvudsak ett öppet busklandskap.